# Powiat Sellye
Powiat Sellye (węg. Sellyei járás) – jeden z dziewięciu powiatów komitatu Baranya na Węgrzech. Siedzibą władz jest Sellye.

## Miejscowości powiatu Sellye
- Adorjás
- Baranyahídvég
- Besence
- Bogádmindszent
- Bogdása
- Csányoszró
- Drávafok
- Drávaiványi
- Drávakeresztúr
- Drávasztára
- Felsőszentmárton
- Gilvánfa
- Hegyszentmárton
- Hirics
- Kákics
- Kemse
- Kisasszonyfa
- Kisszentmárton
- Kórós
- Lúzsok
- Magyarmecske
- Magyartelek
- Markóc
- Marócsa
- Nagycsány
- Okorág
- Ózdfalu
- Páprád
- Piskó
- Sámod
- Sellye
- Sósvertike
- Vajszló
- Vejti
- Zaláta